# Platypalpus nigrofemoratus
Platypalpus nigrofemoratus är en tvåvingeart som först beskrevs av Gabriel Strobl 1910.  Platypalpus nigrofemoratus ingår i släktet Platypalpus och familjen puckeldansflugor.
Artens utbredningsområde är Österrike. Inga underarter finns listade i Catalogue of Life.